# USS Sennet (SS-408)
Za druga plovila z istim imenom glejte USS Sennet.
USS Sennet (SS-408) je bila jurišna podmornica razreda balao v sestavi Vojne mornarice Združenih držav Amerike.
Med drugo svetovno vojno je podmornica opravila 4 bojne patrulje, pri čemer je potopila 4 ladje s skupno tonažo 13.105 ton.